# This is Nollywood
This is Nollywood es una película del año 2007.

## Sinopsis
Esto es Nollywood sigue al realizador Bond Emeruwa mientras intenta rodar en nueve días una película de acción en los alrededores de Lagos. Bond es uno de los sorprendentes protagonistas de Nollywood, la creciente industria cinematográfica de Nigeria, hasta ahora muy poco conocida, que está cambiando con rapidez la cultura popular contemporánea de África. La película va más allá de un sistema de rodaje fascinante e inesperado, centrándose en las personas capaces de sobreponerse a cualquier obstáculo para hacer realidad su sueño.

## Premios
- Festival Internacional de Abuya 2007.